# Oberkommando der Wehrmacht

Kommandotecken för OKW:s chef 1941–1945.

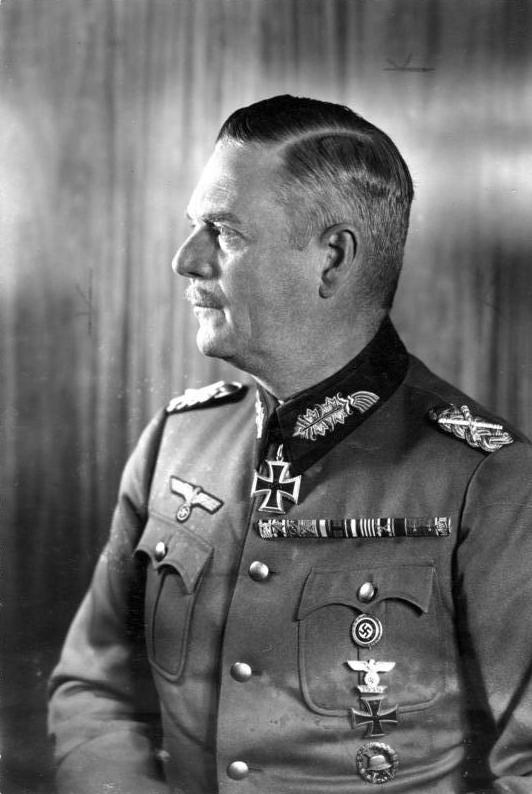
Wilhelm Keitel, chef för OKW 1938–1945.

Oberkommando der Wehrmacht, OKW, var den tyska krigsmaktens överkommando i Tredje riket. Chef för OKW var generalöverste, från 19 juli 1940 generalfältmarskalk, Wilhelm Keitel, 4 februari 1938 till 13 maj 1945. OKW ansvarade för krigsplanerna i stort och att förmedla dessa till flottan, flygvapnet och armén. Detaljplanerna utarbetades av respektive vapengren; flottan (die Kriegsmarine) under storamiral Erich Raeder från 1 juni 1935, storamiral Karl Dönitz från 30 januari 1943 och generalamiral Hans-Georg von Friedeburg från 1 maj 1945, flygvapnet (die Luftwaffe) under riksmarskalk Hermann Göring från 1 juni 1936 och generalfältmarskalk Robert Ritter von Greim från 25 april 1945 och armén (das Heer) under generalfältmarskalk Walther von Brauchitsch från 4 februari 1938 (tillsatt efter att hans företrädare generalfältmarskalk von Blombergs val att gifta sig med en före detta prostituerad och därmed få avsked från armén) och Adolf Hitler från 19 december 1941.
Till OKW hörde även en operativ stab, vars chef under hela kriget var generalöverste Alfred Jodl. 
Under andra världskriget blev OKW även i Sverige en mycket välkänd term, inte minst via radionyheterna som ofta kunde inledas med formuleringar som "Tyska överkommandot OKW har låtit kungöra följande..."